# Trisetum transcaucasicum
Trisetum transcaucasicum är en gräsart som beskrevs av Seredin. Trisetum transcaucasicum ingår i släktet glanshavren, och familjen gräs. Inga underarter finns listade i Catalogue of Life.